# Jewhenija Miroschnytschenko
Jewhenija Semeniwna Miroschnytschenko (ukrainisch Євгенія Семенівна Мірошниченко, russisch Евгения Семёновна Мирошниченко/Jewgenija Semjonowna Miroschnitschenko; * 12. Juni 1931 in Perwoje Sowetskoje, Oblast Charkow, Ukrainische SSR, Sowjetunion; † 27. April 2009 in Kiew, Ukraine) war eine ukrainische Opernsängerin.

## Leben
Jewhenija Miroschnytschenko absolvierte 1957 das Konservatorium in Kiew; 1961 genoss sie eine Ausbildung an der Mailänder Scala. Von 1957 bis 1990 war sie Solistin an der Kiewer Oper. Sie lehrte seit 1980 am Kiewer Konservatorium, 1990 erfolgte die Ernennung zum Professor.
Sie war Volkskünstlerin der UdSSR und Held der Ukraine. 2002 gründete sie eine eigene Stiftung.
In der Opernwelt war sie bekannt für ihre Auftritte als Venus («Eneida» M. Lysenko), Shemahanskaya Königin („Der goldene Hahn“ von Nikolai Andrejewitsch Rimski-Korsakow), Königin der Nacht („Die Zauberflöte“ von Wolfgang Amadeus Mozart), Rosina („Der Barbier von Sevilla“ von Gioachino Rossini), und andere.

## Ehrungen
- 2006 Held der Ukraine
- 1999 „Kiewer Pektorale“-Preis für besonderen Beitrag zur Entwicklung der Theaterkunst in der Ukraine
- 1965 Volkskünstlerin der UdSSR
- 1960 Volkskünstlerin der Ukrainischen SSR